# 洛佩斯港 (梅塔省)
洛佩斯港是哥倫比亞的城鎮，位於該國中部，由梅塔省負責管轄，距離首府比亞維森西奧86公里，面積6,898平方公里，海拔高度365米，2005年人口28,922。

## 外部連結
- （西班牙文） Puerto Lopez official website

4°05′N 72°58′W / 4.083°N 72.967°W